# Collège de France

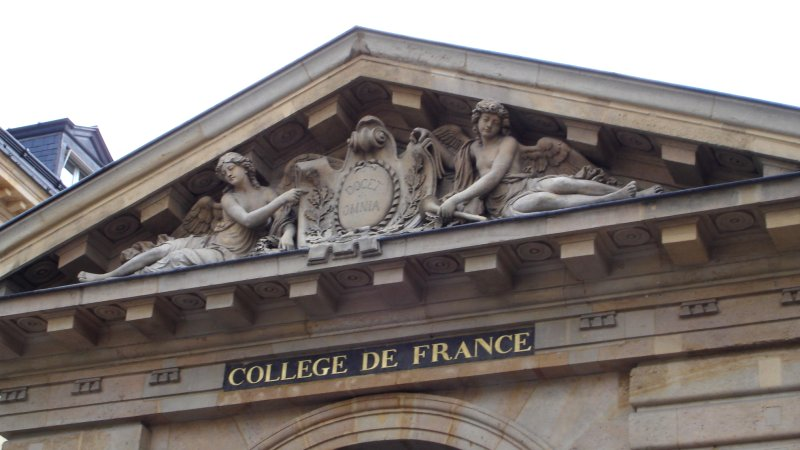
« DOCET OMNIA » („Es lehrt alles“) im Tympanon des Dreiecksgiebels des Haupteingangs des Collège de France

 Das Collège de France (deutsch Kolleg Frankreichs) ist eine öffentliche Universität in Paris. Es genießt als Grand établissement (wie etwa die Elite-Hochschulen École des hautes études en sciences sociales (EHESS) oder Sciences Po) ein herausragendes wissenschaftliches Prestige.
Bis dato sind mit dem Collège de France 21 Nobelpreisträger und 8 Fields-Medaillengewinner verbunden. Jeder Professor ist verpflichtet, Vorlesungen zu halten, deren Teilnahme kostenlos und für jedermann zugänglich ist. Die etwa 50 Professoren werden von den Professoren selbst aus einer Vielzahl von Disziplinen sowohl in den Natur- als auch in den Geisteswissenschaften ausgewählt. Das Collège de France wurde im Jahr 1530 gegründet und steht unter dem Motto „Docet Omnia“ (Latein für „Es lehrt alles“).

## Aufgaben

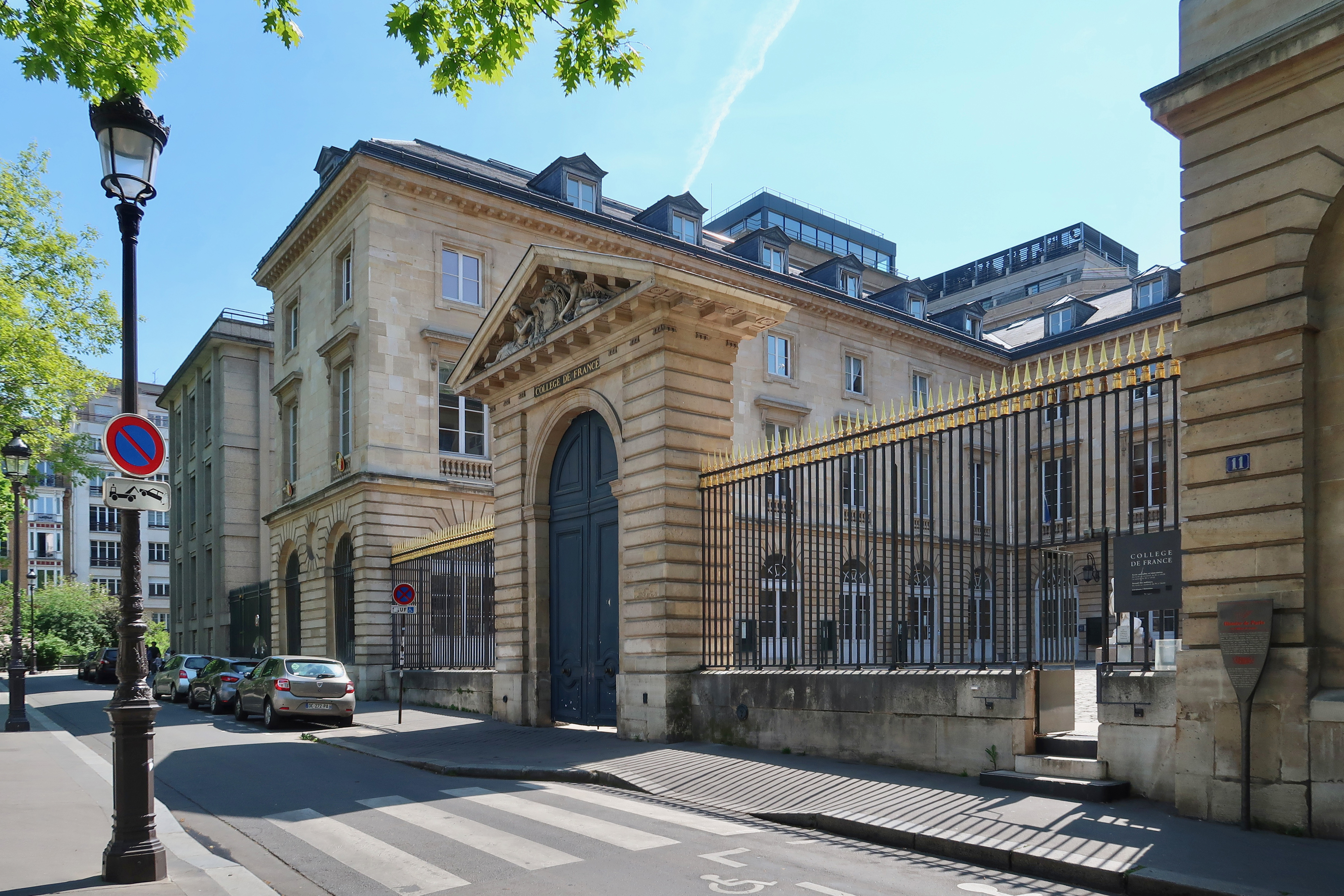
Der Haupteingang des Collège de France an der Place Marcelin-Berthelot im 5. Arrondissement in Paris

Das im 5. Arrondissement von Paris angesiedelte Collège de France ist einmalig in Frankreich und ohne Vergleich im westlichen Bereich (vergleichbare Ausnahmen sind allenfalls das Institute for Advanced Study in Princeton oder das All Souls College an der University of Oxford). Obwohl es mit seinen Professuren und Instituten universitären Charakter hat, kennt es keine eingeschriebenen Studierenden, kein durchstrukturiertes Lehrprogramm und keine Abschlusszeugnisse. Vielmehr dient es der freien natur- und geisteswissenschaftlichen Grundlagenforschung und deren publikumswirksamer Vermittlung in Form von Veröffentlichungen sowie von Vorlesungen, die kostenlos allen Interessierten zugänglich sind. Der offizielle Auftrag des Collège ist es, „das Wissen in seiner Entstehung zu lehren“ (enseigner le savoir en train de se faire).
Seit einigen Jahren gibt es eine Außenstelle des Collège, die mit der Universität Paul Cézanne Aix-Marseille III verbunden ist und je ein Institut zur Erforschung von Klimaveränderungen und von Erdbeben umfasst.
Die 54 Professuren des Collège decken ein breites Fächerspektrum ab, das in fünf Gruppen aufgeteilt ist: Mathematik, Physik, sonstige Naturwissenschaften einschließlich Medizin, Philosophie/Soziologie/Wirtschafts- und Rechtswissenschaft sowie Geschichte/Sprach- und Literaturwissenschaft/Archäologie. Die Lehrstuhlinhaber sind in der Regel Franzosen, doch ist das Collège darauf bedacht, immer auch einen gewissen Prozentsatz Ausländer zu berufen. Zwei der Professuren werden jeweils für ein Jahr mit ausländischen Gastprofessoren besetzt. Hinzu kommen kürzere Vortragsserien eingeladener Forscher aus dem In- und Ausland.
Wird eine Professur vakant, berät und befindet die Versammlung der Professoren darüber, welcher Disziplin und Forschungsrichtung sie in Zukunft gewidmet sein und welche Person auf sie berufen werden soll. Rufe erhalten nur Persönlichkeiten, die als führende Kapazitäten ihres Faches anerkannt sind. Ein Lehrstuhl am Collège de France gilt in Frankreich unbestritten als Krönung einer Gelehrtenkarriere. Eine bestimmte formale Qualifikation als Einstellungsvoraussetzung wird nicht verlangt.

## Geschichte

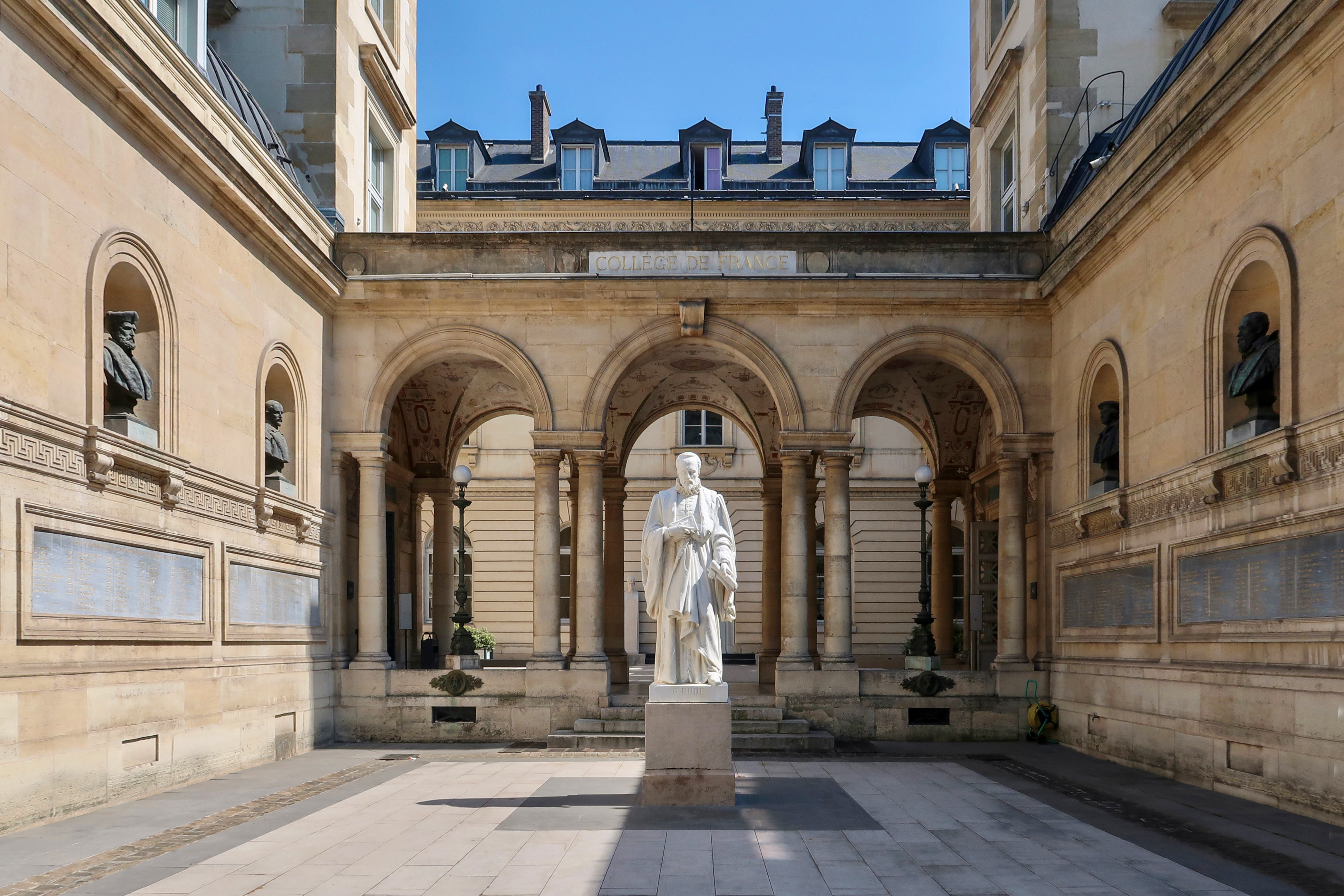
Der Innenhof des Collège de France mit einer Statue des Humanisten Guillaume Budé, auf dessen Anregung hin König Franz I. die Institution im Jahr 1530 gründete

Der Ursprung des Collège de France geht auf das Jahr 1530 zurück, als König Franz I. einem Vorschlag seines Bibliothekars, des bedeutenden Humanisten Guillaume Budé, folgte und „königliche Vorleser“ (lecteurs royaux) ernannte. Diese sollten finanziell gesichert und unabhängig in Fächern tätig sein und lehren, die dem jungen Humanismus verpflichtet waren, aber von der Pariser Universität, die von den orthodoxen Theologen der Sorbonne beherrscht wurde, geächtet wurden. Diese Fächer waren zunächst Hebräisch und Altgriechisch, dessen Studium die Sorbonne kurz zuvor (1529) verboten hatte, sowie klassisches Latein. Wenig später kamen Recht, Mathematik sowie Medizin hinzu.
Der Name des neuen Gelehrtenkollegiums war Collège Royal oder auch Collège des trois langues (bzw. lateinisch Collegium Trilingue, in Anlehnung an eine ältere Einrichtung im Umkreis der Universität Löwen). Es war die erste Institution des höheren Bildungswesens in Frankreich, die bewusst an den Universitäten vorbei gegründet wurde, da diese als von gestrigen Theologen und Juristen beherrscht und verkrustet erschienen. Nach der Revolution wurde das Collège umbenannt in Collège national, um im 19. Jahrhundert je nach Regime mehrfach den Namen zu wechseln: Collège impérial, royal, national, impérial und schließlich mit der Etablierung der III. Republik im Jahr 1870 Collège de France.
2019 wurde mit Thomas Römer erstmals ein Deutscher zum Leiter des Collège de France gewählt.
Seine lateinische Devise lautet seit der Gründung: docet omnia, deutsch „(es) lehrt alles“.

## Berühmte Lehrende des Collège

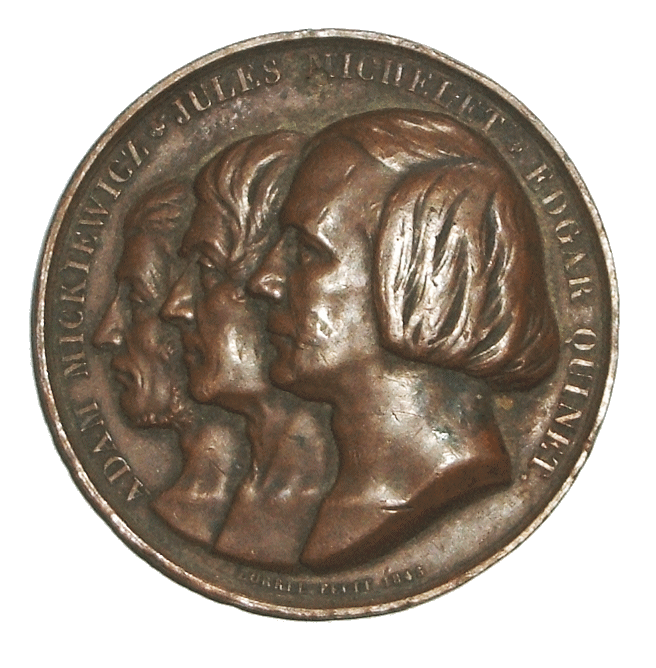
Münze des Collège de France von 1845, Vorderseite: Adam Mickiewicz, Jules Michelet, Edgar Quinet

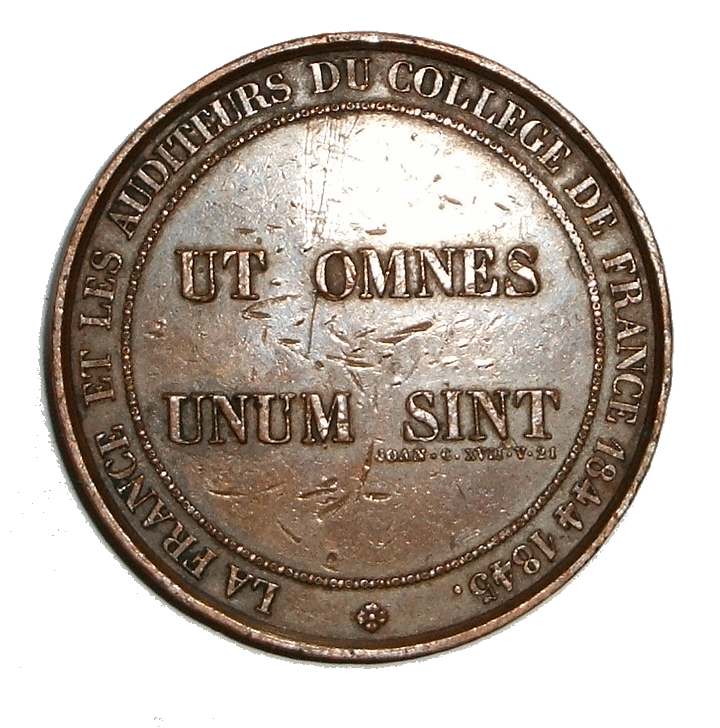
Münze des Collège de France von 1845, Rückseite: Aufschrift: Ut omnes unum sint.
(Am Rand: Borrel fecit 1845)

- Henri d’Arbois de Jubainville (1827–1910), französischer Historiker und Philologe
- Raymond Aron (1905–1983), französischer Philosoph und Soziologe
- Jacques Arsène d’Arsonval (1851–1940), französischer Physiker
- Étienne Baluze (1630–1718), französischer Historiker
- Roland Barthes (1915–1980), französischer Semiologe, Philosoph, Soziologe und Literatur- und Kulturtheoretiker
- Émile Benveniste (1902–1976), französischer Linguist
- Henri Bergson (1859–1941), französischer Philosoph und Nobelpreisträger für Literatur (1927)
- Claude Bernard (1813–1878), französischer Physiologe
- Marcelin Berthelot (1827–1907), französischer Chemiker und Politiker
- Georges Blondel (1856–1948), französischer Jurist und Wirtschaftshistoriker.
- Jean-François Boissonade (1774–1857), französischer Altphilologe
- Yves Bonnefoy (1923–2016), französischer Lyriker
- Pierre Boulez (1925–2016), französischer Komponist, Dirigent und Musiktheoretiker
- Pierre Bourdieu (1930–2002), französischer Soziologe
- Jean-François Champollion (1790–1832), französischer Ägyptologe
- Georges Cuvier (1769–1832), französischer Naturforscher und Bildungspolitiker
- Stanislas Dehaene (* 1965), französischer Neurowissenschaftler
- Émile Deschanel (1819–1904), französischer Schriftsteller und Politiker
- Jean Dorat (d’Aurat, Auratus) (1508–1588), französischer Literat und Gelehrter, ab 1560 Professor für Griechisch
- Georges Duby (1919–1996), französischer Historiker
- René-Jean Dupuy (1918–1997), französischer Jurist
- Paul Fallot (1889–1960), französischer Geologe und Paläontologe
- Lucien Febvre (1878–1956), französischer Historiker
- Marie-Jean-Pierre Flourens (1794–1867), französischer  Physiologe
- Gustave Flourens (1838–1871), französischer Ethnograf, Mitglied der Parisier Kommune 1871
- Michel Foucault (1926–1984), französischer Philosoph, Psychologe und Soziologe
- Ferdinand André Fouqué (1828–1904), französischer Geologe
- Étienne Fourmont (1683–1745), französischer Orientalist
- Jean-Baptiste Gail (1755–1829), französischer Gelehrter
- Pierre-Gilles de Gennes (1932–2007), französischer Physiker und Physik-Nobelpreisträger (1991)
- Jacques Gernet (谢和耐) (1921–2018), französischer Sinologe
- Stéphane Gsell (1864–1932), französischer Althistoriker und Archäologe
- Serge Haroche (* 1944), französischer Physiker und Physik-Nobelpreisträger (2012)
- Eugène Auguste Ernest Havet (1813–1889), französischer Gelehrter
- Barthélemy d’Herbelot de Molainville (1625–1695), französischer Orientalist
- Jean-Jacques Hublin (* 1953), Paläoanthropologe
- Pierre Janet (1859–1947), französischer Philosoph, Psychiater und Psychotherapeut
- Frédéric Joliot-Curie (1900–1958), französischer Physiker und Chemie-Nobelpreisträger (1935)
- Stanislas Julien (1797–1873), französischer Sinologe und Orientalist
- Camille Jullian (1859–1933), französischer Althistoriker
- René Laënnec (1781–1826), französischer Arzt, Erfinder des Stethoskops
- Denis Lambin (Dionysius Lambinus) (1520–1572), französischer Humanist, Philologe und Gelehrter, ab 1560 Professor für Latein und Griechisch
- Paul Langevin (1872–1946), französischer Physiker
- Henri Lebesgue (1875–1941), französischer Mathematiker
- René Leriche (1879–1955), Mediziner
- Emmanuel Le Roy Ladurie (1929–2023), französischer Historiker
- Claude Lévi-Strauss (1908–2009), Ethnologe und Anthropologe, Begründer des Strukturalismus
- Henri Maspero (1883–1945), französischer Sinologe
- Jules Michelet (1798–1874), französischer Historiker
- Adam Mickiewicz (1798–1855), polnischer Dichter und wichtigster Vertreter der polnischen Romantik
- Robert Minder (1902–1980), französischer Germanist
- Jacques Monod (1910–1976), französischer Biochemiker, Nobelpreisträger für Physiologie oder Medizin (1965)
- Paulin Paris (1800–1881), französischer Gelehrter und Autor
- Paul Pelliot (1878–1945), französischer Sinologe und Zentralasienforscher
- François Pétis de la Croix (1653–1713), französischer Orientalist
- Jean Picard (1620–1682), französischer Astronom, Geometer und Theologe
- Guillaume Postel (1510–1581), französischer Humanist und Universalgelehrter
- Joseph-Claude-Anthelme Rémiere (1774–1852), französischer Chirurg und Frauenarzt, Erfinder zweier Scheidenspekula, 1826 Nachfolger von Laënnec[2]
- Edgar Quinet (1803–1875), französischer Schriftsteller und Historiker
- Henri Victor Regnault (1810–1878), französischer Physiker und Chemiker
- Jean-Pierre Abel-Rémusat (1788–1832), französischer Sinologe
- Albert Réville (1826–1906), Theologe und Professor für Religionsgeschichte
- Thomas Römer (* 1955), deutscher Theologe, Alttestamentler und Althistoriker
- Louis Robert (1904–1985), französischer Epigraphiker, Althistoriker und Archäologe
- Jean-Pierre Serre (* 1926), Mathematiker, Träger der Fields-Medaille und des Abelpreises
- Peter Sloterdijk (* 1947), deutscher Philosoph
- Adrien Turnèbe (Adrianus Turnebus) (1512–1565), französischer Humanist und Philosoph, ab 1547 Inhaber des Lehrstuhls für Griechisch
- Paul Valéry (1871–1945), französischer Lyriker, Philosoph und Essayist
- François Vatable (um 1495–1547), französischer Gelehrter
- Jean-Pierre Vernant (1914–2007), französischer Altphilologe, Religions- und Kulturhistoriker und Anthropologe
- Paul Veyne (1930–2022), französischer Historiker
- Harald Weinrich (1927–2022), deutscher Romanist, Sprach- und Literaturwissenschaftler
- Jean-Christophe Yoccoz (1957–2016), französischer Mathematiker

Weitere Dozenten des Collège de France finden sich unter Kategorie:Hochschullehrer (Collège de France).

## Gegenwärtiges Kollegium
| Name                      | Nationalität                    | Startjahr | Professur (Deutsch)                                                                   | Professur (Französisch)                                                 |
| ------------------------- | ------------------------------- | --------- | ------------------------------------------------------------------------------------- | ----------------------------------------------------------------------- |
| Nalini Anantharaman       | Frankreich                      | 2022      | Spektralgeometrie                                                                     | Géométrie spectrale                                                     |
| Timothy Gowers            | Vereinigtes Königreich          | 2020      | Kombinatorik                                                                          | Combinatoire                                                            |
| Xavier Leroy              | Frankreich                      | 2018      | Informatik                                                                            | Sciences du logiciel                                                    |
| Pierre-Louis Lions        | Frankreich                      | 2002      | Partielle Differentialgleichungen und Anwendungen                                     | Équations aux dérivées partielles et applications                       |
| Stéphane Mallat           | Frankreich                      | 2017      | Datenwissenschaft                                                                     | Sciences des données                                                    |
| Jean Dalibard             | Frankreich                      | 2012      | Atome und Strahlung                                                                   | Atomes et rayonnement                                                   |
| Louis Fensterbank         | Frankreich                      | 2023      | Aktivierungen in der Chemie                                                           | Activations en chimie moléculaire                                       |
| Marc Fontecave            | Frankreich                      | 2008      | Chemie biologischer Prozesse                                                          | Chimie des processus biologiques                                        |
| Antoine Georges           | Frankreich                      | 2009      | Physik kondensierter Materie                                                          | Physique de la matière condensée                                        |
| Marc Henneaux             | Belgien                         | 2019      | Felder, Strings und Schwerkraft                                                       | Champs, cordes et gravité                                               |
| Jean-François Joanny      | Frankreich                      | 2018      | Weiche Materie und Biophysik                                                          | Matière molle et biophysique                                            |
| Jean-Marie Tarascon       | Frankreich                      | 2013      | Festkörperchemie und Energie                                                          | Chimie du solide et énergie                                             |
| Edouard Bard              | Frankreich                      | 2001      | Entwicklung des Klimas und der Ozeane                                                 | Évolution du climat et de l'océan                                       |
| Françoise Combes          | Frankreich                      | 2014      | Galaxien und Kosmologie                                                               | Galaxies et cosmologie                                                  |
| Alessandro Morbidelli     | Italien                         | 2023      | Planetenbildung: von der Erde zu Exoplaneten                                          | Formation planétaire : de la Terre aux exoplanètes                      |
| Hugues de Thé             | Frankreich                      | 2014      | Zelluläre und molekulare Onkologie                                                    | Oncologie cellulaire et moléculaire                                     |
| Stanislas Dehaene         | Frankreich                      | 2005      | Experimentelle kognitive Psychologie                                                  | Psychologie cognitive expérimentale                                     |
| Denis Duboule             | Schweiz/ Frankreich             | 2022      | Entwicklungsbiologie und Genomentwicklung                                             | Évolution du développement et des génomes                               |
| Sonia Garel               | Frankreich                      | 2020      | Neurobiologie und Immunität                                                           | Neurobiologie et immunité                                               |
| Edith Heard               | Vereinigtes Königreich          | 2012      | Epigenetik und Zellgedächtnis                                                         | Épigénétique et mémoire cellulaire                                      |
| Jean-Jacques Hublin       | Frankreich                      | 2021      | Paläoanthropologie                                                                    | Paléoanthropologie                                                      |
| Thomas Lecuit             | Frankreich                      | 2016      | Dynamiken des Lebendigen                                                              | Dynamiques du vivant                                                    |
| Lluis Quintana-Murci      | Frankreich/ Spanien             | 2019      | Humangenetik und Evolution                                                            | Génomique humaine et évolution                                          |
| Patrick Boucheron         | Frankreich                      | 2015      | Geschichte der Macht in Westeuropa, 13.–16. Jahrhundert                               | Histoire des pouvoirs en Europe occidentale, XIIIe-XVIe siècle          |
| Jean-Pierre Brun          | Frankreich                      | 2011      | Technik und Wirtschaft im antiken Mittelmeerraum                                      | Techniques et économies de la Méditerranée antique                      |
| Dominique Charpin         | Frankreich                      | 2014      | Mesopotamische Zivilisation                                                           | Civilisation mésopotamienne                                             |
| Anne Cheng                | Frankreich                      | 2008      | Chinas Geistesgeschichte                                                              | Histoire intellectuelle de la Chine                                     |
| Laurent Coulon            | Frankreich                      | 2023      | Zivilisation des pharaonischen Ägyptens                                               | Civilisation de l'Égypte pharaonique                                    |
| François Déroche          | Frankreich                      | 2014      | Geschichte des Korans: Text und Überlieferung                                         | Histoire du Coran. Texte et transmission                                |
| François-Xavier Fauvelle  | Frankreich                      | 2019      | Geschichte und Archäologie der afrikanischen Länder                                   | Histoire et archéologie des mondes africains                            |
| Jean-Luc Fournet          | Frankreich                      | 2015      | Schriftkultur der Spätantike und byzantinische Papyrologie                            | Culture écrite de l'Antiquité tardive et papyrologie byzantine          |
| Frantz Grenet             | Frankreich                      | 2013      | Geschichte und Kulturen des vorislamischen Zentralasiens                              | Histoire et cultures de l'Asie centrale préislamique                    |
| Henry Laurens             | Frankreich                      | 2003      | Neuere Geschichte der arabischen Welt                                                 | Histoire contemporaine du monde arabe                                   |
| Antoine Lilti             | Frankreich                      | 2022      | Geschichte der Aufklärung, 18.–21. Jahrhundert                                        | Histoire des Lumières, XVIIIe-XXIe siècle                               |
| Dario Mantovani           | Italien                         | 2018      | Recht, Kultur und Gesellschaft des antiken Roms                                       | Droit, culture et société de la Rome antique                            |
| Vinciane Pirenne-Delforge | Belgien                         | 2017      | Religion, Geschichte und Gesellschaft in der antiken griechischen Welt                | Religion, histoire et société dans le monde grec antique                |
| Thomas Römer              | Deutschland/ Schweiz            | 2008      | Biblische Umwelt                                                                      | Milieux bibliques                                                       |
| William Marx              | Frankreich                      | 2019      | Vergleichende Literaturwissenschaft                                                   | Littératures comparées                                                  |
| François Recanati         | Frankreich                      | 2019      | Philosophie der Sprache und des Geistes                                               | Philosophie du langage et de l'esprit                                   |
| Luigi Rizzi               | Italien                         | 2020      | Allgemeine Sprachwissenschaft                                                         | Linguistique générale                                                   |
| Claudine Tiercelin        | Frankreich                      | 2010      | Metaphysik und Erkenntnistheorie                                                      | Métaphysique et philosophie de la connaissance                          |
| Philippe Aghion           | Frankreich                      | 2015      | Institutionen-, Innovations- und Wachstumsökonomie                                    | Économie des institutions, de l'innovation et de la croissance          |
| Samantha Besson           | Schweiz/ Vereinigtes Königreich | 2019      | Völkerrecht                                                                           | Droit international des institutions                                    |
| Esther Duflo              | Frankreich                      | 2022      | Armut und staatliche Politik                                                          | Pauvreté et politiques publiques                                        |
| Didier Fassin             | Frankreich                      | 2022      | Moralische Fragen und politische Herausforderungen in zeitgenössischen Gesellschaften | Questions morales et enjeux politiques dans les sociétés contemporaines |
| François Héran            | Frankreich                      | 2017      | Migration und Gesellschaft                                                            | Migrations et sociétés                                                  |
| Pierre-Michel Menger      | Frankreich                      | 2013      | Soziologie kreativer Arbeit                                                           | Sociologie du travail créateur                                          |

Stand: September 2024